# 平安大街駅
平安大街駅（へいあんたいがいえき、中国語：平安大街站、英語：Ping'an dajie Station）は河北省石家庄市長安区にある石家荘地下鉄1号線の駅。2017年6月26日に、1号線の開業とともに供用開始された。

## 位置
平安大街駅は石家荘市長安区の中山東路と平安北大街の交差点にある。

## 歴史
- 2015年4月2日 - 駅地上の道路が通行できるようになる[3]。
- 2017年6月26日 - 1号線の開通とともに供用開始。

## 駅構造
島式ホーム1面2線の地下駅。
| 地上     | 出入口     | A、B、C出入口                          |
| 地下一階 | 駅ロビー   | 切符売り場                             |
| 地下二階 | 線路       | ■1号線 西王方面 （次の駅：解放広場駅） |
| 地下二階 | 島式ホーム |                                        |
| 地下二階 | 線路       | ■1号線 福沢方面 （次の駅：北国商城駅） |

## 出入口
出入口は3つ使用されている。
| 出入口番号 | 出入口がある場所、その周辺                                         |
| ---------- | ------------------------------------------------------------------ |
| 出口 · A   | 中山東路（北側）、平安北大街（東側）、石家荘市第一中学、国賓大酒店 |
| 出口 · B   | 中山東路（南側）、平安南大街（東側）、東方新世界                   |
| 出口 · C   | 中山東路（南側）、平安南大街（西側）                               |

## 隣の駅
石家荘地下鉄
■1号線
解放広場駅 - 平安大街駅 - 北国商城駅